# 안토니오 푸차데스
안토니오 푸차데스 카사노바(스페인어: Antonio Puchades Casanova; 1925년 6월 4일, 발렌시아 주 수에카 ~ 2013년 5월 24일, 발렌시아 주 수에카)는 스페인의 전 축구 선수로, 현역 시절 수비형 미드필더로 활약하였다.

## 클럽 경력
푸차데스는 발렌시아 주 수에카 출신이다. 그는 현역 시절 고향의 발렌시아에서만 활약했는데, 1945년에 입단하여 라 리가에서 12시즌을 활약했다. 그러나, 그의 1군 첫 시즌, 그는 동지가 리그 우승을 거둔 시즌에 고작 네 경기를 출전하는데 그쳤고, 그 후에야 주전으로 도약했다.
1958년, 푸차데스는 33세의 나이로 축구화를 벗었고, 이듬해에 니스를 상대로 헌정 경기를 치렀다. 그 후, 그는 가업에 전념하면서 축구와의 인연을 끊고 살아갔다.

## 국가대표팀 경력
푸차데스는 5년 동안 23번의 스페인 국가대표팀 경기에 23번 출전했다. 그는 1950년 FIFA 월드컵의 명단에 이름을 올려 브라질에서 열린 대회의 6경기에 출전해 스페인이 4위의 성적을 거두는 데에 일조했다.

## 최후
토니코라는 별칭으로 알려진 푸차데스는 2013년 5월 24일, 자신의 88번째 생일을 2주 앞두고 고향 수에카에서 영면에 들었다.

## 수상
- 라 리가: 1946–47
- 코파 델 헤네랄리시모: 1948–49, 1954
- 코파 에바 두아르테: 1949

## 같이 보기
- 원클럽맨 명단